# Ermita de la Virgen del Campo (Antoñana)
La ermita de Nuestra Señora del Campo es una ermita del siglo XIII ubicada en Antoñana, en la provincia de Álava.

## Contexto
La ermita se encuentra situada junto al cementerio, al norte de la villa de Antoñana. Está dedicada a Nuestra Señora del Campo. Se reconstruyó en el año 1951, aunque quedan en su interior restos de la ermita románica del siglo XIII, como el arco del presbiterio y el ábside en forma de cascarón.

## Historia
Fue restaurada en 1951. Se cita en 1699 como «Madre de Dios del Campo». En 1731 se construye el pórtico y en 1755 se hace el nuevo altar. La espadaña fue construida en 1757. Se celebran dos fiestas, una en San Prudencio y la otra en el Pilar.

## Descripción

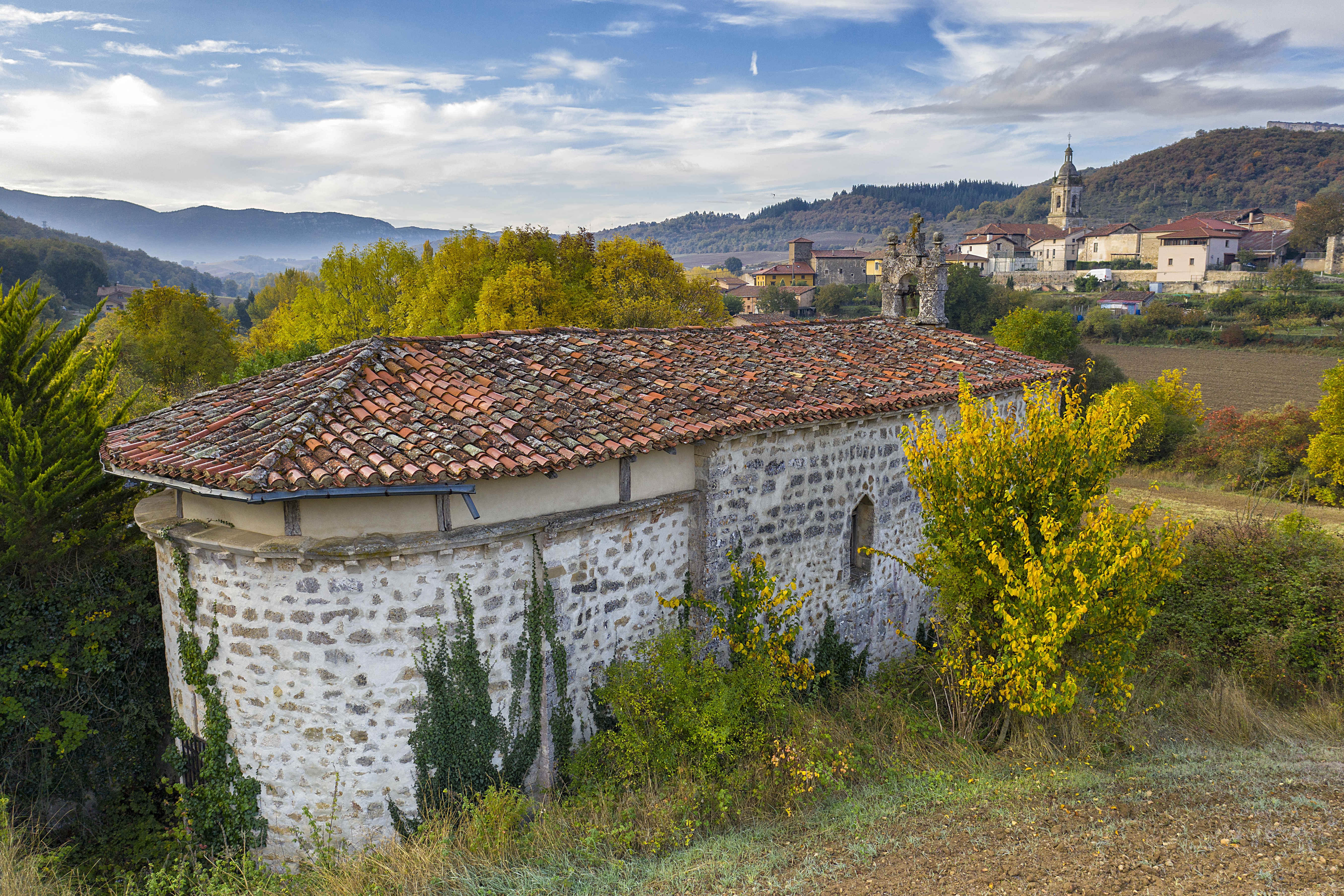
Vista desde Hornillo

### Exterior
Se encuentra extramuros de la villa, a unos 200 metros del núcleo urbano, bajo el monte Hornillos y a los pies del río Sabando. Junto a la ermita se encuentra el cementerio local.

### Interior
El retablo central, restaurado en 2024 con la financiación del Servicio de Restauración de Álava, y el concejo de Antoñana, lo presidía una imagen sedante de la Virgen del Campo, con el Niño sentado en su rodilla izquierda. La Virgen, que últimamente se ubica en un lateral, pasa el invierno en la Iglesia de San Vicente Mártir, y de abril a octubre en la ermita.

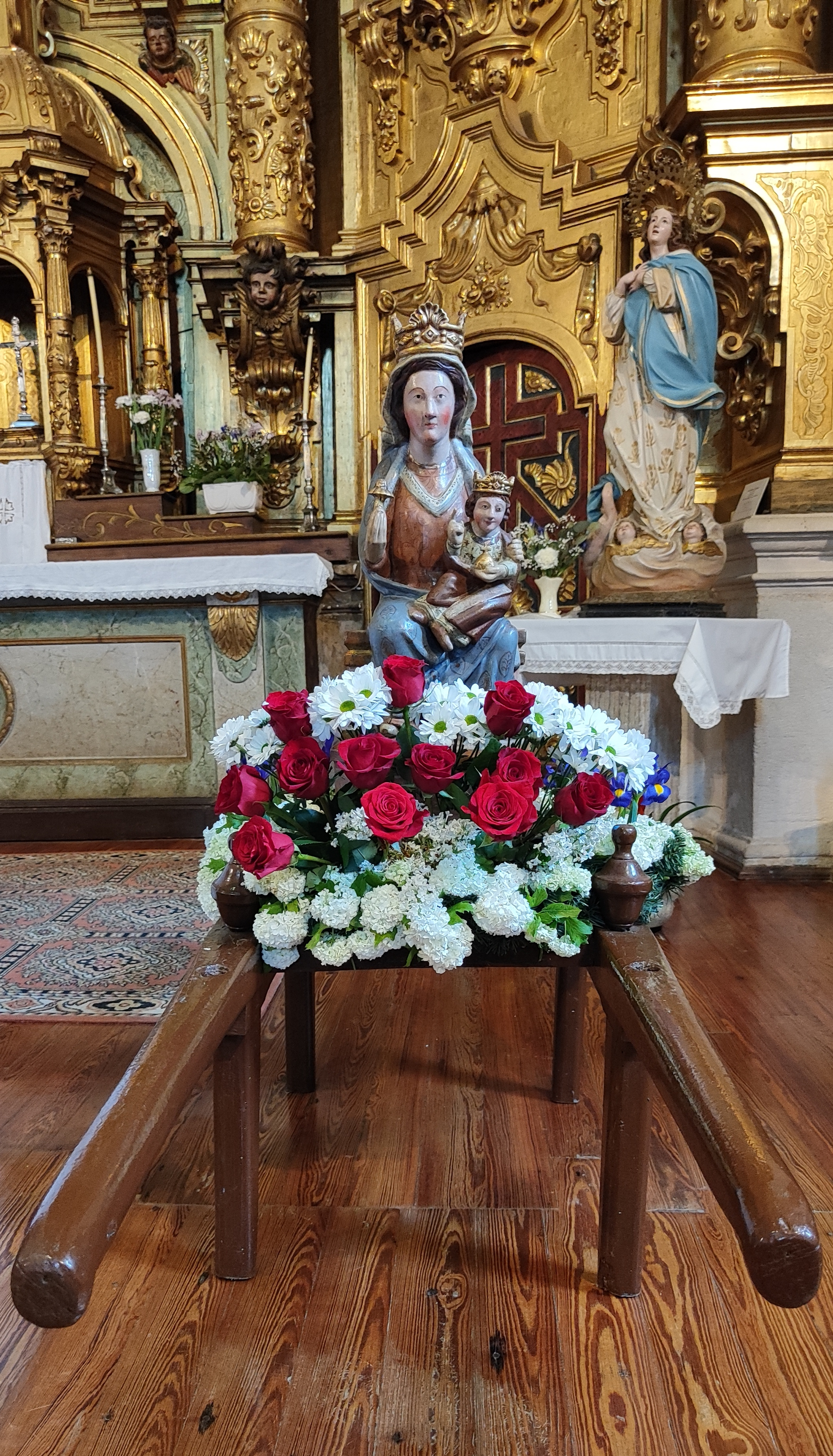
Virgen del Campo en la iglesia de Antoñana
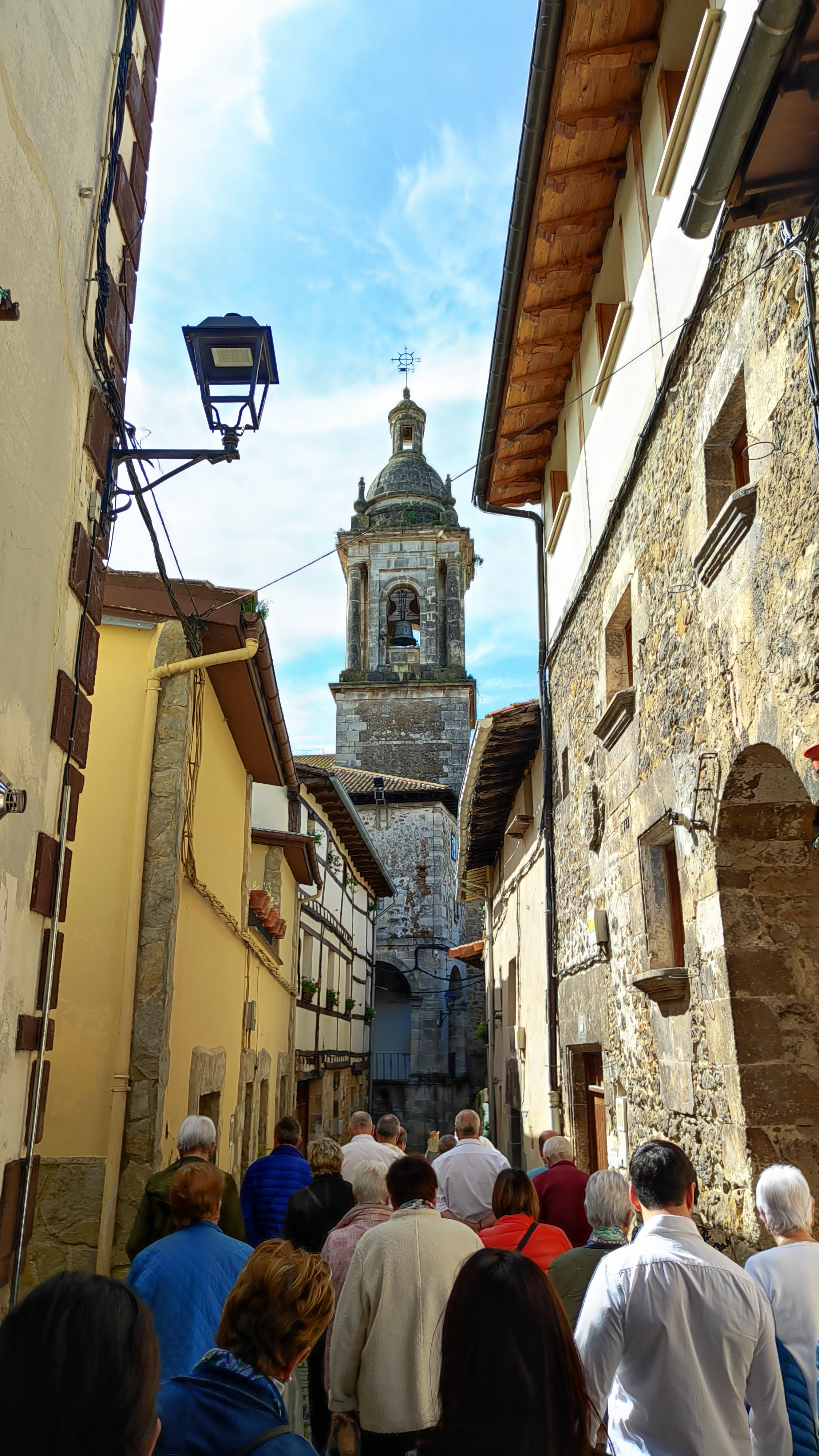
Procesión con la Virgen del Campo en mayo
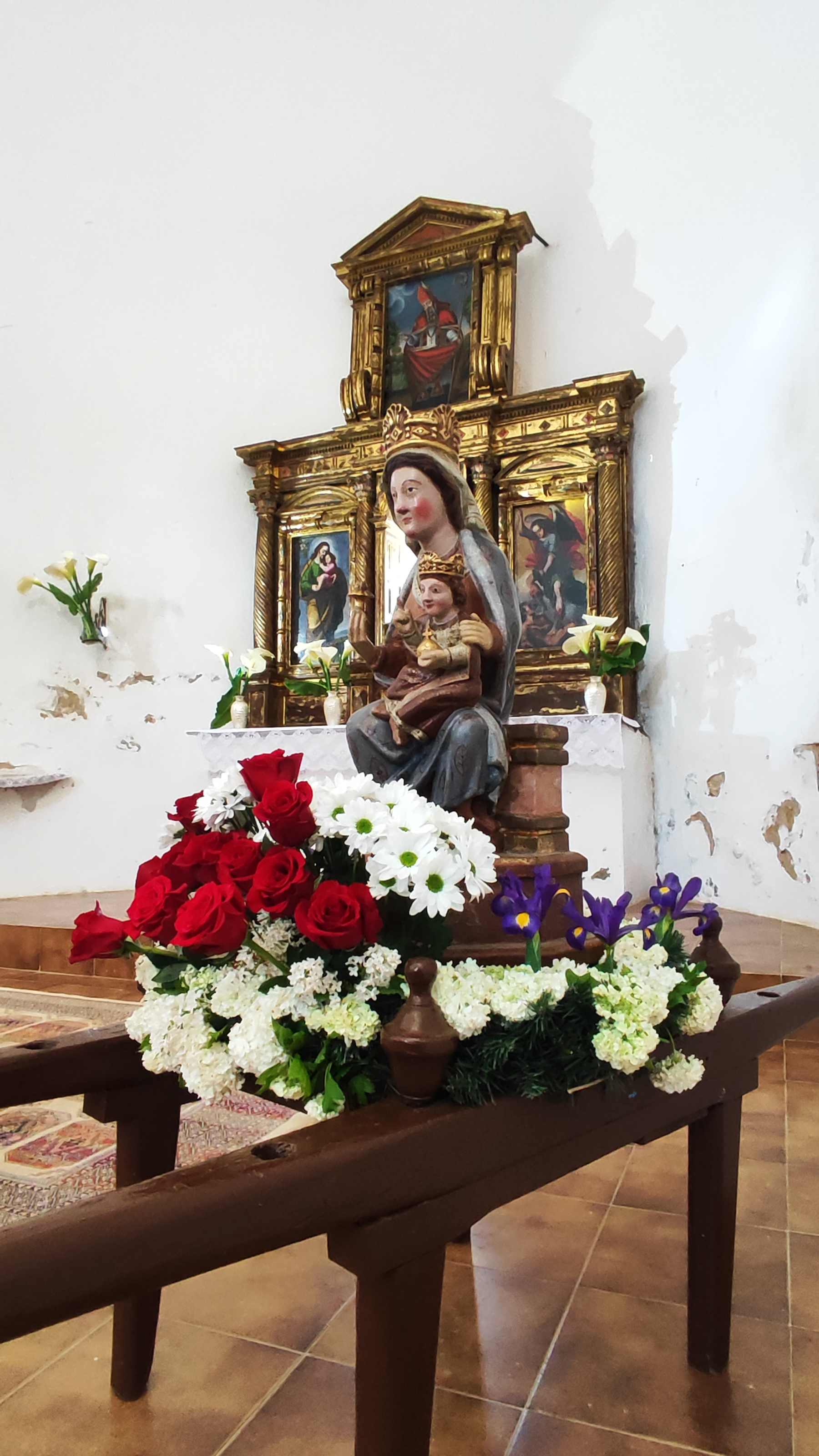
Virgen del Campo en su ermita
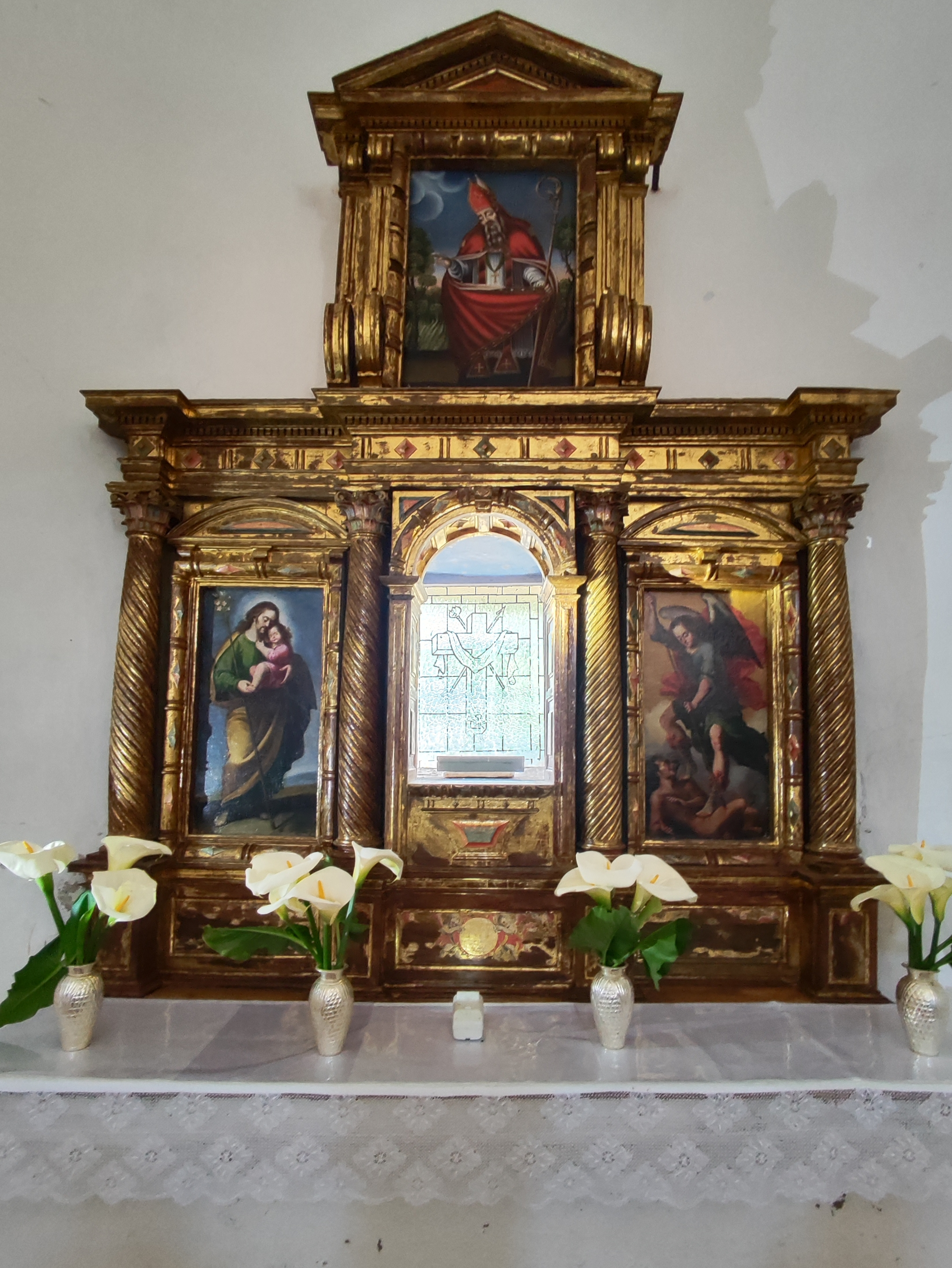
Retablo de la ermita de la Virgen del Campo
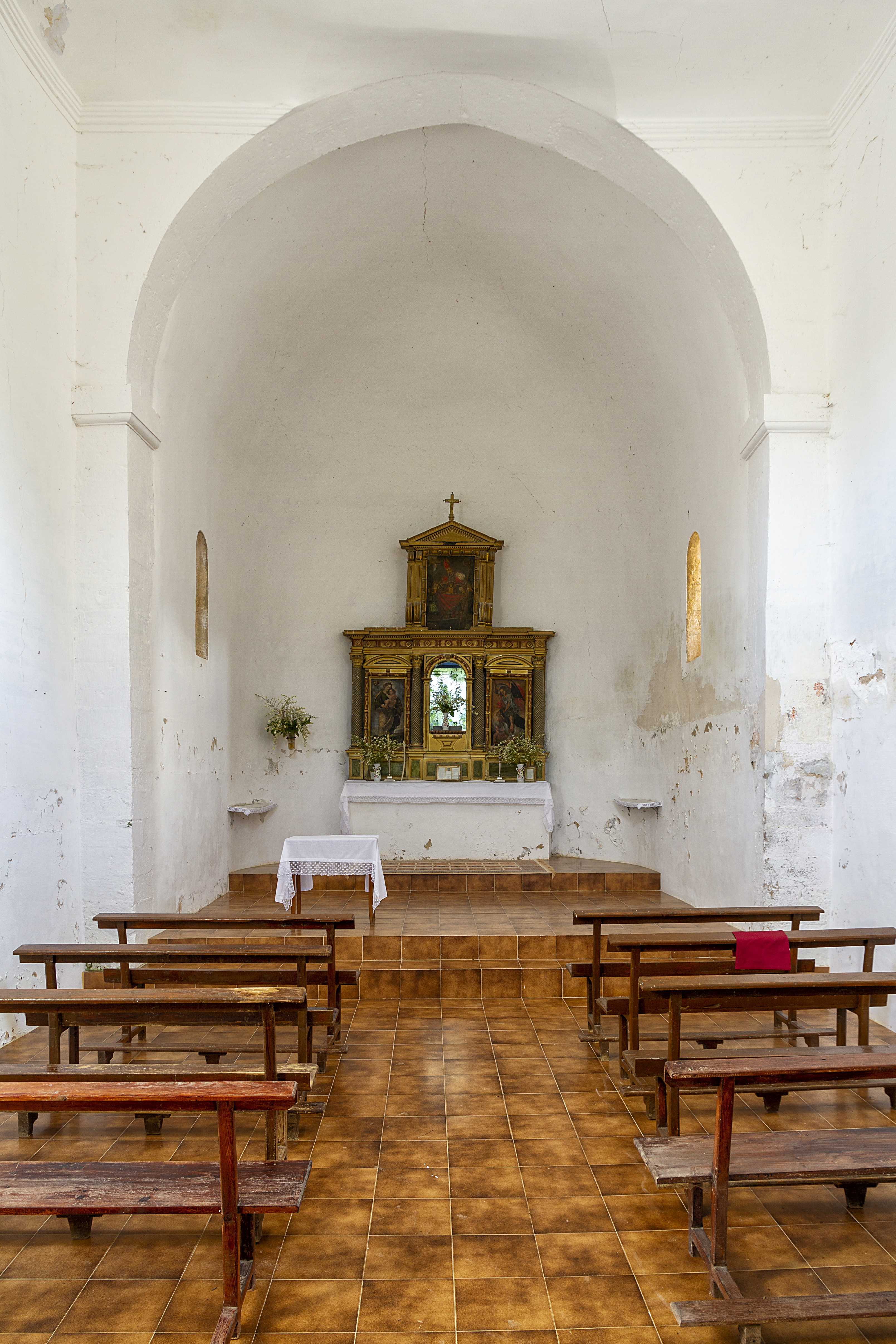
Interior de la ermita